# 朱之璉
朱之璉（しゅしれん、? - 1730年）は、奉天の盛京出身の軍人、役人。清政府より明王朝の皇帝一族の末裔であるとされた。一等侯に封ぜられており、後に一等延恩侯の称号が贈られた。

## 略歴
1692年（康熙31年）、亳州の知州（宋・明・清における州の行政長官）に任ぜられる。1707年（康熙46年）、安慶府の同治（宋・明・清における文官の役職名）となるが、治水のために亳州知州に再任官される。1712年（康熙51年）、安慶府の同治となり、その後、正定府の知事を務めた。
1724年（雍正2年）12月に、世祖より一等侯に封ぜられる。1725年（雍正3年）から5年、藍旗漢軍の副司令官を務め、1727年（雍正5年）から1730年（雍正8年）に藍旗漢軍の司令官となる。同年死去。
1749年（乾隆14年）8月、一等延恩侯の称号を追贈される。